# Яффе, Бецалель
Бецалель Яффе (ивр. בצלאל יפה‎;
27 июня 1868, Гродно, Российская империя — 4 декабря 1925, Тель-Авив, Палестина) — сионистский деятель начала XX века, брат Лейба Яффе. Один из основателей движения «Ховевей Цион», основатель палестинофильской еврейской организации «Микраэй Тора», делегат Всемирных сионистских конгрессов, с 1907 года член Исполнительного комитета Всемирной сионистской организации. С 1910 года глава общества «Геула», скупавшего земли в Палестине под еврейские поселения, в 1918 году один из основателей и лидеров Временного совета евреев Земли Израильской.

## Биография
Бецалель Яффе родился в 1868 году (7 таммуза 5628 года по еврейскому летосчислению) в Гродно, в семье Берки (Дойвбера) Гимпелевича Иофе (1838—1902) и Хаи-Леи Мойше-Фишелевны (урождённой Лапиной, 1839—1923). Его отец, занимавшийся производством спирта, был сыном известного раввина Мордехая Гимпеля Иофе. Бецалель получил традиционное еврейское образование, посещая хедер и иешиву, а затем стал маскилом. После женитьбы он подключился к отцовскому делу.
Яффе стал одним из первых участников движения «Ховевей Цион» и основал в Гродно палестинофильскую еврейскую организацию «Микраэй Тора». Эта организация поддерживала контакты с одесским бюро «Ховевей Цион» и финансировала яффскую школу для девочек в Палестине. Благодаря усилиям Яффе в Гродно были созданы реформированный хедер и педагогические курсы.
Откликнувшись на призыв Теодора Герцля, Яффе стал делегатом первых Всемирных сионистских конгрессов и на VIII конгрессе (1907 год) был избран в Исполнительный комитет Всемирной сионистской организации. Посетив Палестину в 1903 и 1906 годах, в 1909 году Яффе переехал туда на постоянное жительство. На новом месте он быстро стал одним из наиболее влиятельных людей в деловых кругах, в 1910 году возглавив общество «Геула», скупавшее земли в Палестине под их освоение еврейскими поселенцами, а также основав общество по ирригации, в 1912 году построившее первую оросительную станцию на реке Яркон. Он также активно участвовал в просветительской деятельности, став одним из основателей издательства «Коэлет», специализировавшегося на выпуске педагогической литературы и учебников.
Яффе, входивший в число основателей Тель-Авива и бывший членом его городского совета с перерывами до 1918 года, был вместе с другими его жителями депортирован турецкими властями во внутренние районы Палестины в годы Первой мировой войны. В эти годы он вместе с Меиром Дизенгофом работал в комитете по иммиграции и комиссии по продуктовому снабжению, работавшей в Петах-Тикве. В 1918 году по его инициативе началась работа учредительного собрания Временного совета евреев Земли Израильской, в котором Яффе стал одним из первых лидеров. Он также участвовал в создании еврейского мирового суда и в работе комитета помощи жертвам войны и депортации. В 1920 году возглавляемая им компания «Геула» приобрела земли, на которых впоследствии сформировался исторический центр Тель-Авива. Будучи одним из инициаторов формирования единой еврейской общины Яффы и Тель-Авива, Яффе оставался её председателем до самой смерти; он также входил в первый состав Ваад Леуми — центрального органа самоуправления еврейского ишува в Палестине.
Бецалель Яффе скоропостижно скончался в Тель-Авиве в декабре 1925 года (17 кислева 5686 года по еврейскому летосчислению), оставив после себя жену Ханну и дочь Мирьям. Он был похоронен на старом кладбище Тель-Авива; в его честь названа улица в этом городе.